# Centro di Interlinguistica
Il Centro di Interlinguistica (in lingua esperanto Interlingvistika Centro, abbreviato in IC) è un'associazione svizzera il cui obiettivo è la diffusione della cultura dell'interlinguistica e dell'esperantologia nei paesi italofoni, primariamente in Italia e nel Canton Ticino. 

## Storia
Il Centro prese le mosse come circolo culturale a Milano nel novembre 1985. 
Durante i suoi primi dieci anni esso organizzò seminari nazionali, pubblicò una propria rivista (prima intitolata Lombarda Esperantisto e in seguito Lingua verde) e diversi libri, stabilì una biblioteca di interlinguistica e funzionò come filiale nazionale della Kooperativo de Literatura Foiro.
In seguito si concentrò sulle attività accademiche: aprì una biblioteca di interlinguistica presso l'Università IULM di Milano e collaborò al corso di Interlinguistica ed Esperantologia dell'Università di Torino. Il Centro aderì inoltre al patto costitutivo della Comunità Civica Esperanta, il consorzio rappresentante politicamente la "diaspora" esperantista internazionale. 

## Fondazione ufficiale
Nel 2025, nel quadro di una ripresa generale delle sue iniziative culturali, l'associazione è stato formalizzata come associazione elvetica, con sede nella capitale ticinese, Bellinzona. 
Contestualmente, rinnovata la sua direzione e allargato il suo comitato scientifico a nuove figure, il Centro ha deliberato la ripresa della pubblicazione di una propria, nuova, rivista.  

## Direttivo

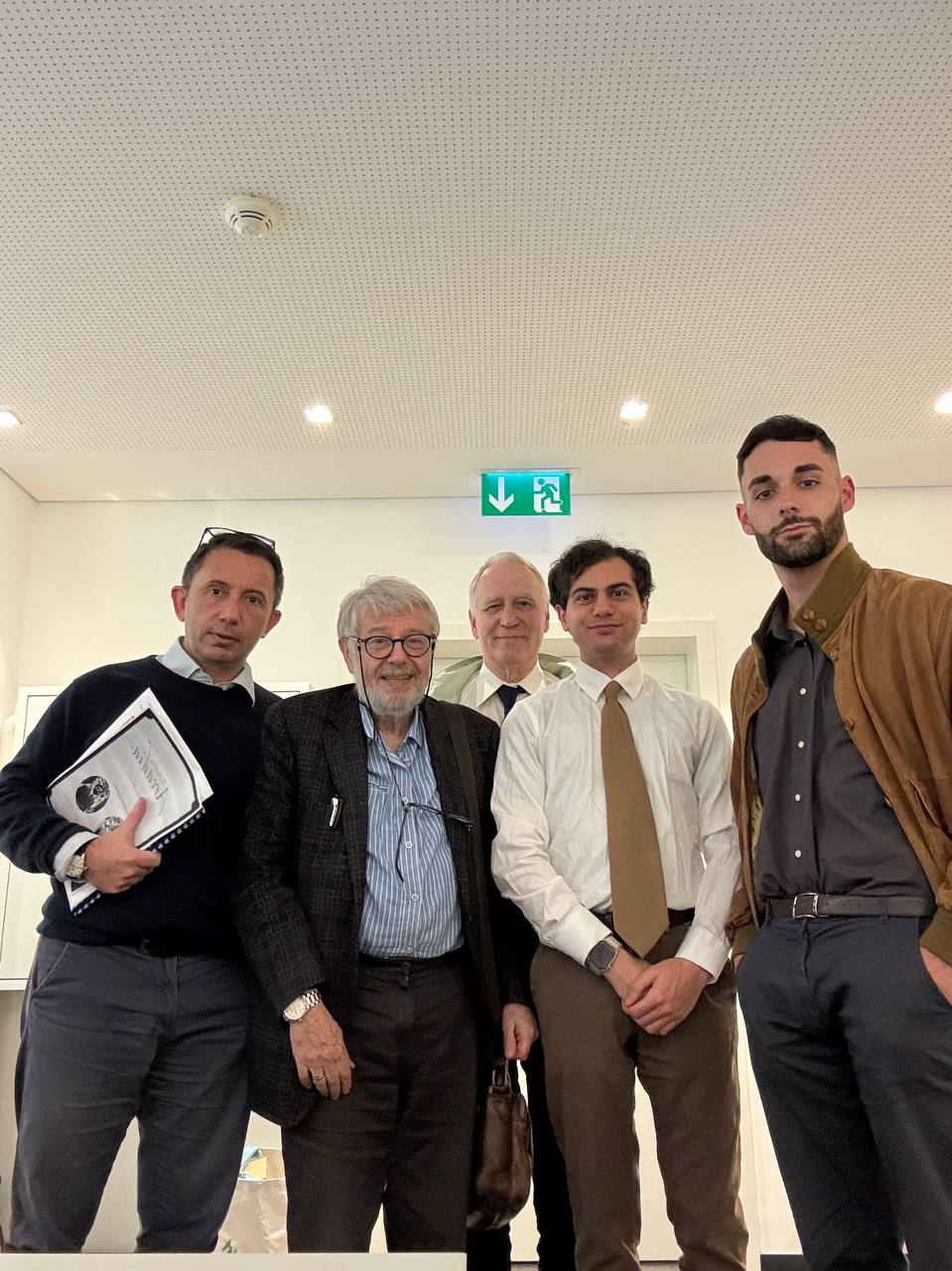
Membri di IC a Bellinzona (2025); da sinistra, Beltramini, Carlevaro, Silfer, Giordano, Comincini.

IC, secondo i suoi statuti, è guidato da un Comitato Direttivo, attualmente composto da:
| membro            | ruolo          |
| ----------------- | -------------- |
| Giorgio Silfer    | presidente     |
| Giacomo Comincini | vicepresidente |
| Alessio Giordano  | segretario     |
| Lorena Bellotti   | delegata       |
| Cristina Stefani  | delegata       |

## Comitato scientifico
Al comitato scientifico partecipano, fra gli altri, accademici come Alessio Giordano, Giacomo Comincini, Elia Calligari, Perla Martinelli, Marco Picasso, Tazio Carlevaro, Carlo Minnaja, Fabrizio Pennacchietti, Giorgio Silfer.

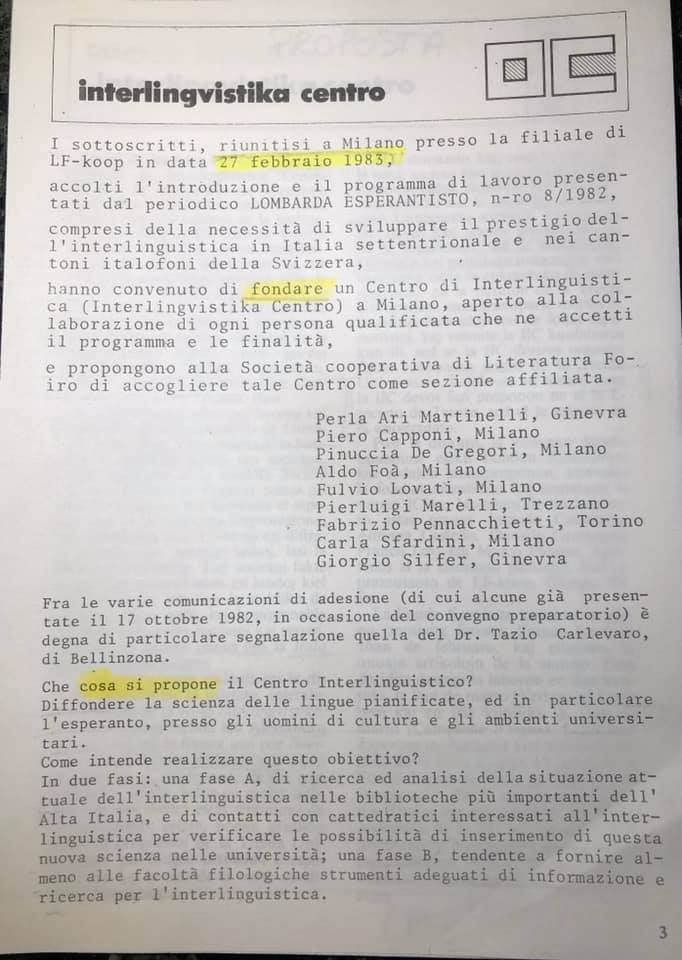
Pagina di Lombarda Esperantisto.

## Presidenti
| Nome              | anni        |
| ----------------- | ----------- |
| Marco Picasso     | (1985-1986) |
| Enrico Beltramini | (1987-1995) |
| Tiziana Rogora    | (1996-2014) |
| Giorgio Silfer    | (2015-)     |